# مونیکا ساندو
مونیکا ساندو (انگلیسی: Monica Sandve؛ زادهٔ ۳ دسامبر ۱۹۷۳) بازیکن هندبال اهل نروژ است.